# Patín sobre ruedas

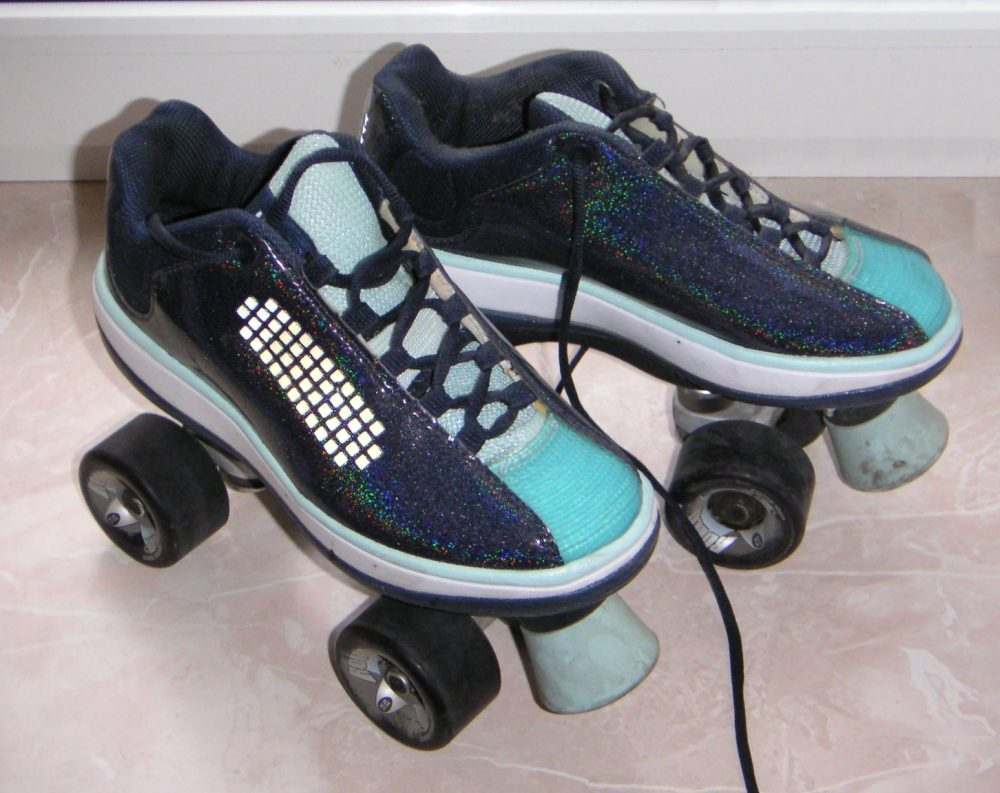
Patines sobre ruedas

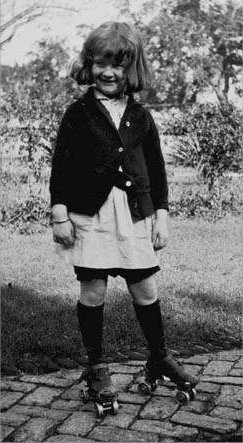
Niña con patines sobre ruedas. Foto tomada en 1921
.

El patín sobre ruedas es un tipo de patín empleado para deslizarse sobre una superficie cualquiera gracias al rodamiento de las ruedas que lleva debajo sobre el suelo. Puede acoplarse al calzado o formar parte de una bota que lo lleva incorporado en su base.

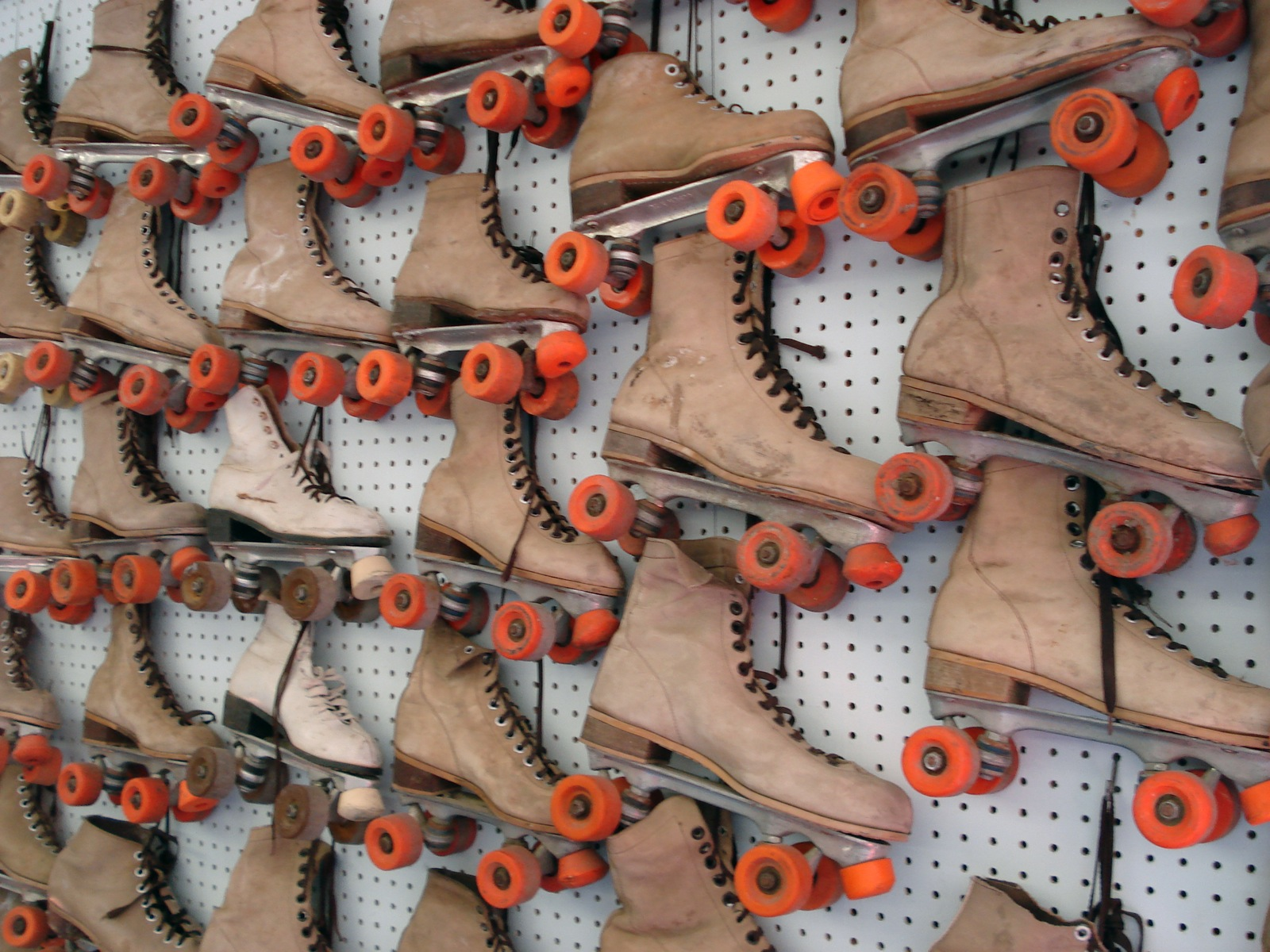
Exhibidor con patines en Paul Bunyan Land, Brainerd, Minnesota

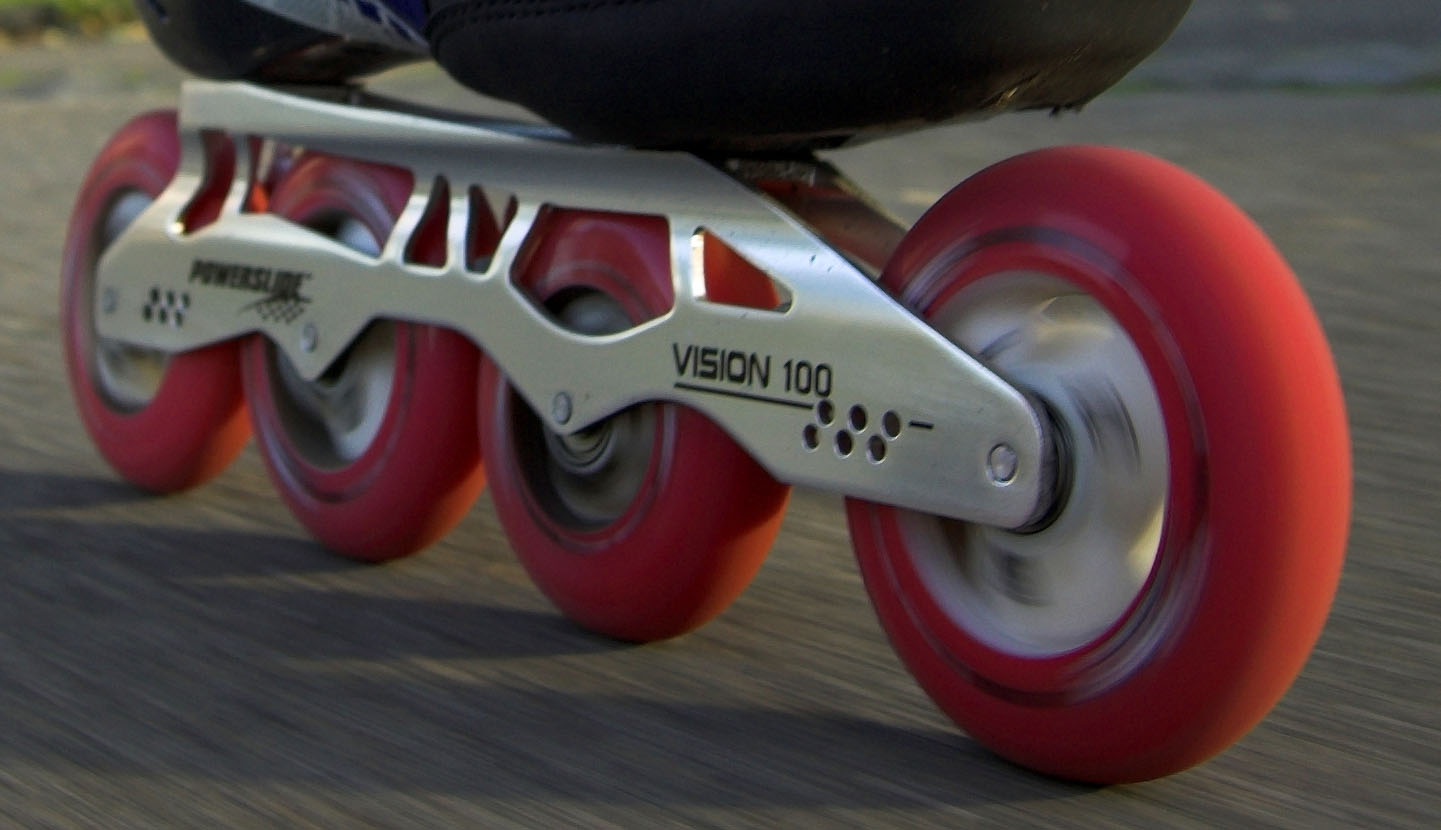
Patín en línea

## Historia
El primer patín sobre ruedas patentado fue introducido en 1760 por el inventor belga John Joseph Merlin; su invento no era más que un patín sobre hielo con ruedas en lugar de una cuchilla. Presentó su invento durante una fiesta en Huy, donde patinó mientras tocaba el violín. Al ser muy rudimentarios era muy difícil frenar, y acelerar, por lo que no llegaron a ser muy populares hasta la década de 1840, cuando la ópera El profeta de Giacomo Meyerbeer presentó una escena donde los intérpretes simulaban una escena de patinaje sobre hielo en un lago helado con unos de ruedas, lo que impactó al público y propició el auge del patinaje sobre ruedas como una nueva actividad lúdica por toda Europa.
En 1863, James Plimpton, de Massachusetts, inventó un nuevo modelo de cuatro ruedas para mayor estabilidad, y ejes independientes que giraban cuando el patinador lo hacía, lo que mejoró enormemente el modelo original de Merlin, haciéndolo más cómodo y fácil de usar, otorgando enorme popularidad al patinaje sobre ruedas en las décadas de 1870 y 1880, extendiéndose a Europa y luego al mundo, siendo las pistas de patinaje un entretenimiento urbano popular hasta la década de 1930.
Su mayor popularidad alcanzada fue durante el siglo XX. Ya desde principios del siglo era cada vez más común ver a niños patinando. Aún seguía siendo un juguete costoso (como la mayoría de juguetes de la época). Consistían en una plancha de hierro con 4 ruedas en las que se apoyaba el zapato encima y se usaba una correa para atarlos. Era más cómodos de poner y quitar que otros pero seguían siendo pesados y ruidosos. Este formato sobrevivió prácticamente hasta finales de siglo ya que se podía ajustar la plancha de hierro moviéndola más adelante o atrás, permitiendo abarcar varias tallas sin tener que renovar el patín.
El patinaje sobre ruedas a finales de los años 1950 y principios de los 60 estuvo de moda entre los adolescentes en salas de baile especializadas en rock and roll, pero volvió a tener un pico de extrema popularidad en los años 1970 y 80. Durante esa época convivían los originales de hierro, junto con los de bota de plástico y los de línea, que aunque de menos popularidad en aquel momento, hoy en día gozan de popularidad. También durante esa época el público fue ampliado hasta llegar a usarlos jóvenes y adultos, ya que dejaron no solo de ser un juguete, sino que se usaban para bailar, realizar competiciones, carreras, patinaje artístico, hockey sobre ruedas, etc. El uso de los patines en algunos trabajos, modalidades deportivas, ocio y diversión, junto con la apertura de discotecas de "rolling", pistas de patinaje y parques de skate hicieron que la popularidad fuera enorme y el público iba desde niños hasta adultos pasando por deportistas. Algunas películas como Roller Boogie popularizaron su uso, y hoy en día es una fiel representación de lo que ocurría en aquellos días.
Durante los años 90 seguían siendo populares pero decayeron, ya que el público general no mostraba tanto interés por ellos, en el ocio, por ejemplo, y el uso de patinetes, bicicletas, monopatines, etc. era igual o mayor a aquellos.
Actualmente los patines en línea han ido evolucionando poco a poco, y se han ido ramificando en distintas modalidades de patinaje. Su popularidad ha ido aumentando tanto como método de transporte, pasatiempo o deporte. Los deportes de patinaje artístico, o patinaje de velocidad han cobrado mucha popularidad, tanta que el patinaje de velocidad se propuso oficialmente como deporte olímpico en el 2000, y se espera ver en los Juegos Olímpicos de 2020.